# NLM classification
NLM classification är ett välanvänt medicinskt klassifikationssystem som tagits fram vid National library of medicine i Bethesda, Maryland, USA. Systemet är tänkt att fungera parallellt med Library of Congress classification, och använder lediga signum i detta system.
I Sverige används systemet bland annat för hylluppställning på Karolinska institutets bibliotek samt Karolinska sjukhusets fackbibliotek.